# Château de la Dragonnière
Le château de la Dragonnière est une ancienne maison forte, du début du XIVe siècle, remaniée au XVIIe siècle et réédifiée au XXe siècle, dont les vestiges se dressent sur la commune de Yenne, une commune française, dans le département de la Savoie et la région Rhône-Alpes.
Au Moyen Âge, il est siège de la seigneurie de La Dragonnière (Dragonneria).

## Situation
Le château de la Dragonnière se dresse à 1,4 km au sus-sud-ouest du bourg, au hameau de la Dragonnière.

## Histoire
La maison forte est, au début du XIVe siècle, la possession de la famille Malet ; noble A. Malet de la Dragonnière est présent, en 1436, au tournoi organisé, à Chambéry, par le comte  Vert, Amédée VI de Savoie.
Jean Malet est, en 1460, trésorier et maître des comptes de Savoie. En 1482, un Malet instaure, au couvent de Saint-Dominique de Chambéry, une messe, messe de la Dragonnière, à célébrer tous les mercredis, et qui fut, par la suite, transférer en la chapelle du château de la Dragonnière.
En 1540, Arthaud Malet est seigneur de La Dragonnière. Le fief échoit, à la famille de Chabod de Jacob, ancienne famille noble de Chambéry. Raymond-Hyppolyte Chabod de Jacob ayant acquis le fief se le voit inféodé en 1539.
Claudine Malet, la fille d'Arthaud et dernière du nom, épousera Antoine de Chabod, seigneur de Jacob, ambassadeur ordinaire en France pour le duc de Savoie. Il prêtera hommage en 1543.
Guillaume-François de Chabod (†1620), comte de Saint-Maurice, seigneur de Jacob et de La Dragonnière, fils de Claudine et de Antoine, épouse, le 27 décembre 1571 Marguerite de Seyssel. Il fut grand-maître de l'artillerie du duc de Savoie, gouverneur et lieutenant général de Savoie, fait, le 6 décembre 1582, chevalier du Sénat de Savoie, et en 1610 nommé ambassadeur extraordinaire en France à l'avènement de Louis XIII. Il est à son retour, le 8 septembre 1610, fait chevalier de l'Ordre suprême de la Très Sainte Annonciade, tout comme, en 1636, Claude-Hiéronime de Chabod, marquis de Saint-Maurice, baron de Saint-Geoire, seigneur de Jacob et de La Dragonnière, grand-maître de l'artillerie du duc de Savoie, ambassadeur en Angleterre puis en France, fait chevalier par Victor-Amédée Ier de Savoie. Ces derniers ne résident pas en leur maison forte qui est laissée à des fermiers.
Par union, la seigneurie de La Dragonnière est un moment entre les mains de la famille de Seyssel avant qu'elle ne leur fasse retour, car, en 1701, Charles de Chabod, marquis de Saint-Maurice, cède la maison forte à Jean-Baptiste Costa, comte du Villard. Elle est, en 1735, la possession de Marc Antoine Costa de Beauregard, comte de Charlier ; la famille des Costa de Beauregard la conservera jusqu'à la Révolution française. Le 13 germinal an II (2 avril 1794) le citoyen Maxime Sevez, envoyé par l'agent national près le district de Chambéry, Morel, pour vérifier la destruction des clochers, tours et châteaux, se voit informé par la municipalité de Yenne que les tours et créneaux et meurtrières étaient abattus, à l’exception du château de la Dragonière, alors possession du comte Costa ; les ouvriers n'ayant pas été payés, refusant de poursuivre le travail de démolition. N'ayant plus de fonds, une requête, resté sans réponse, avait été adressé au district par la municipalité. Lors de la séance de la municipalité du 17 germinal an II (6 avril 1794), un des membres de cette assemblée remettant en cause le bien-fondé d’abattre ce dernier, faisant remarquer que le château, en très mauvais état, situé dans un creux, et pouvant être assailli de toutes parts rien qu'avec des pierres, n'avait été habité pratiquement que par des fermiers.
En 1933, il est toujours la propriété de M. Le Mire, qui la réédifié au début du XXe siècle, dans un style Renaissance. Il passa ensuite entre les mains de la société Saint-Gobain.

## Description
La maison forte remaniée une première fois au XVIIe siècle, a cédé la place à un château moderne de style renaissance, réédifié par M. Le Mire. Subsiste dans la façade donnant à l'est une fenêtre à meneaux, ornées de blasons, du XVe. Il se présente aujourd'hui sous la forme d'un corps de logis, haut de deux étages sur rez-de-chaussée, qu'encadre à sa droite une haute tour ronde, et sur sa gauche une tourelle en poivrière. S’élève à quelque distance une autre tour ronde des XVIe et XVIIe siècles, remaniée au XXe siècle.